# Fiat CR.42
Fiat CR.42 Falco byl italský stíhací letoun používaný v době druhé světové války. Společně se sovětským letounem I-153 je hodnocen jako nejlepší dvouplošný stíhací stroj vůbec.

## Vývoj
Fiat CR.42 vznikl v druhé polovině třicátých let. Přesto, že docházelo již k projektům jednoplošných strojů, firma Fiat navázala na úspěchy letounu CR.32, který slavil úspěchy ve španělské občanské válce. Nový stroj byl zalétaný 23. května 1938 a měl poměrně solidní výkony. Vykazoval výkony zatím jen o málo nižší než u nejnovějších konkurentů.
Varianta CR.42AS (Africa Settentrionale) byla určena pro severoafrické bojiště s protiprachovými úpravami a závěsníky pro dvě 100 kg pumy pod spodním křídlem a hlavňovou výzbrojí tvořenou dvěma nebo čtyřmi kulomety ráže 12,7 mm. Noční stíhací CR.42CN Falco byl opatřen tlumičem plamenů na výfucích.
Stroj s označením ICR.42 byl experimentálně opatřen dvojicí plováků a CR.42DB s německým řadovým kapalinou chlazeným motorem Daimler-Benz DB 601A.
Celkem bylo do roku 1942 vyrobeno 1780 kusů.

## Bojové použití

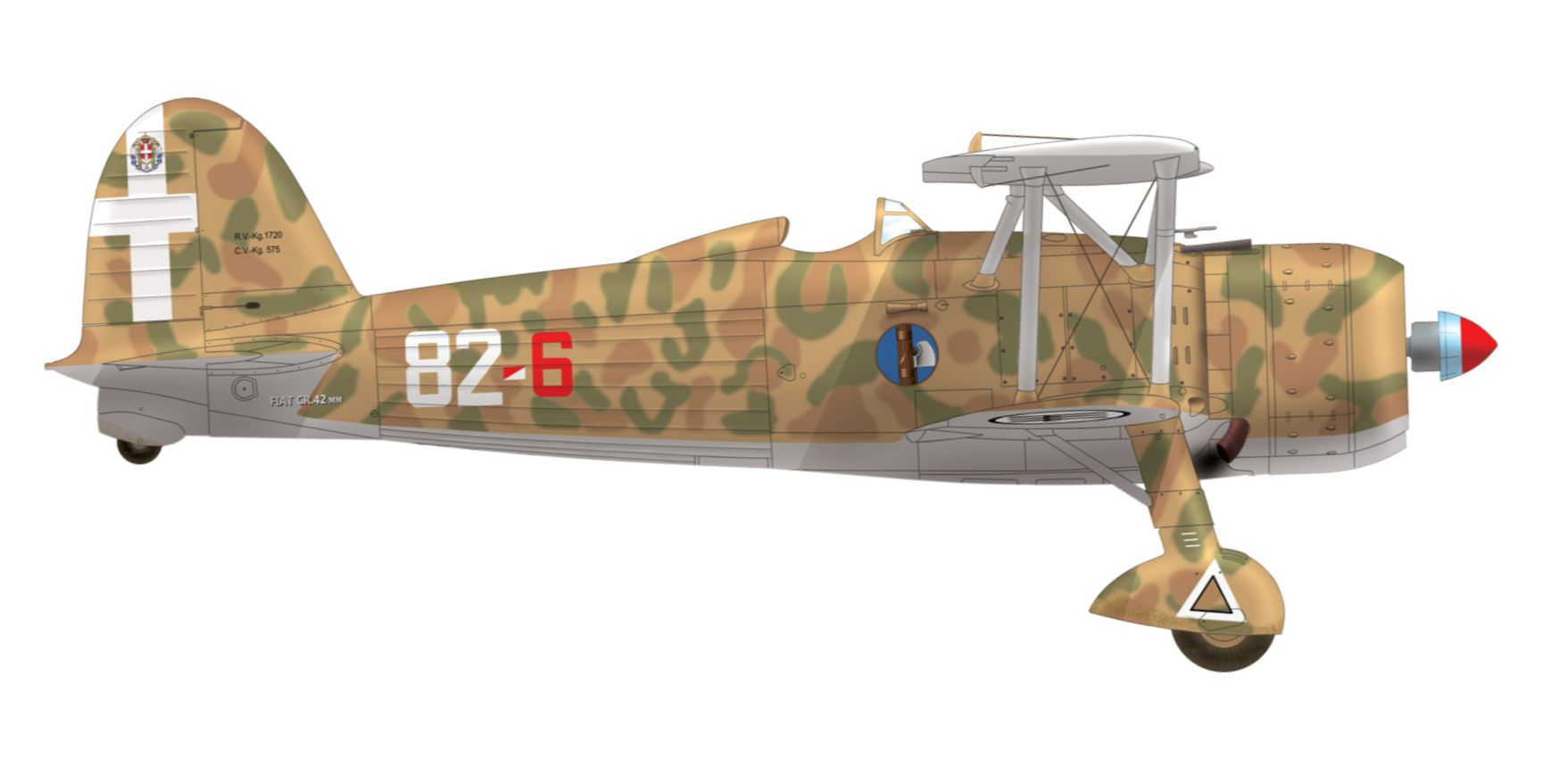
Fiat CR.42, 82a Squadriglia 13° Gruppo 2° Stormo. C. T., letiště Gambut, září 1940. U této jednotky dosáhl svých prvních úspěchů Guglielmo Chiarini, eso se třemi samostatnými vítězstvími a devíti ve spoluúčasti

Fiat CR.42 se od listopadu 1939 používal nejen v Itálii, ale vyvážel se též do Belgie, která odebrala v období leden až květen 1940 34 stroje. Maďarsko od prosince 1939 do června 1940 odebralo 40 letounů a Švédsko v letech 1940 až 1941 72 CR.42 s motory Bristol Mercury. Po vypuknutí války bojovala letadla nad jižní Francií, kde měla poměrně malé ztráty. Jiná situace však nastala, když bylo 50 strojů CR.42bis Regia Aeronautica nasazeno v rámci Corpo Aereo Italiano v období říjen 1940 až leden 1941 v bitvě o Británii ze základen v Belgii. Zde byly jejich úspěchy nevalné a tak byly dvouplošníky staženy ze západní Evropy do Středomoří, kde se proti britským Gladiatorům prosazovaly podstatně úspěšněji. V Libyi zaznamenaly dokonce 151 vítězství oproti 41 bojovým ztrátám. Letouny CR.42 si vedly docela obstojně i proti řeckému letectvu, prosazovaly se i proti zastaralým britským strojům používaným v Severní Africe a na Maltě. Používány byly i na východní frontě v řadách maďarského letectva. Koncem války je dokonce používala i Luftwaffe jako světlomety vybavenou noční stíhačku či lehký bitevník.
Po válce v Itálii ještě létaly dvoumístné cvičné CR.42B s prodlouženým trupem.

## Uživatelé

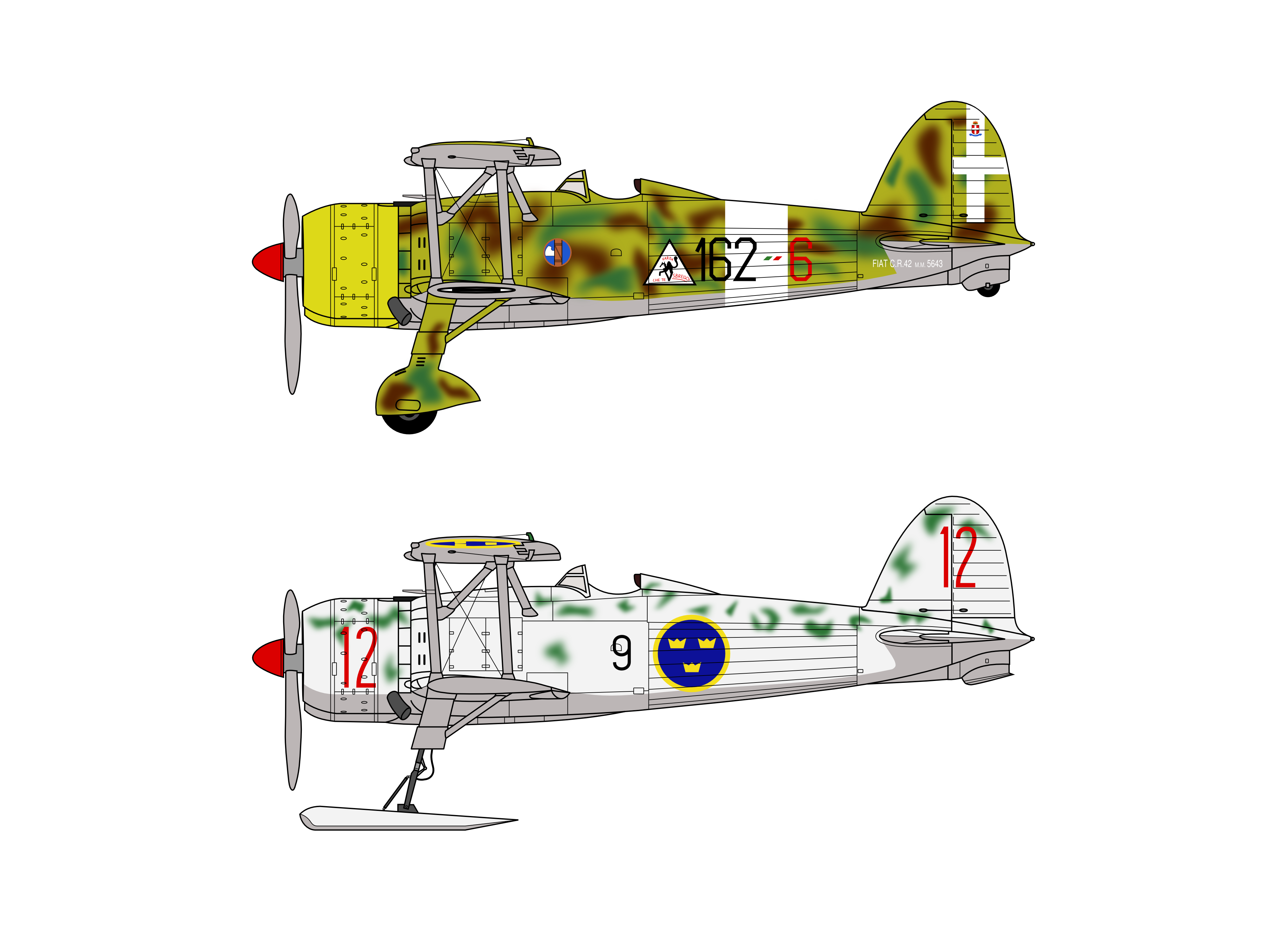
Fiat CR.42 Falco Regia Aeronautica a Flygvapnet

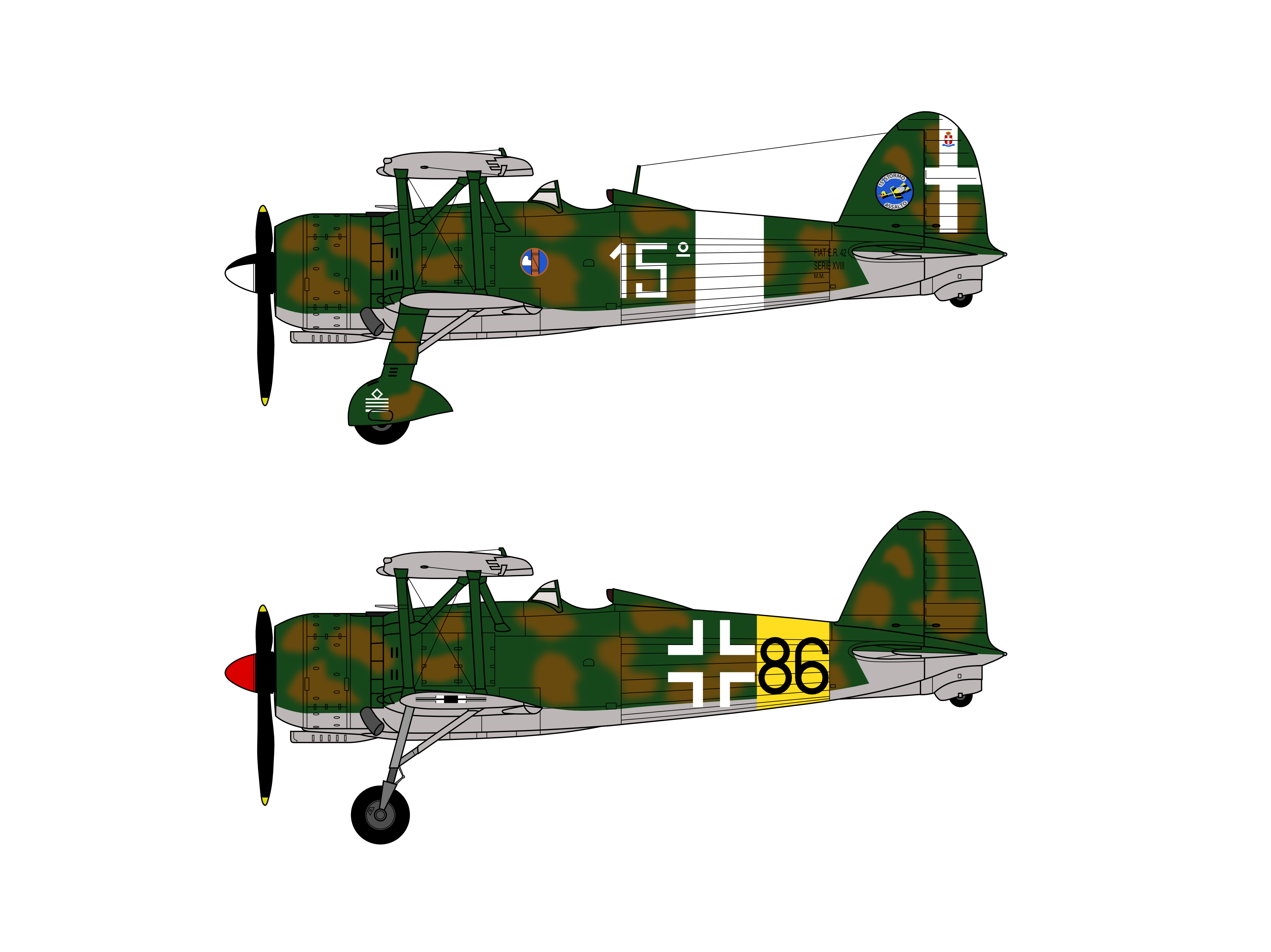
Fiat CR.42 Falco Regia Aeronautica a Luftwaffe

- Belgie
  - Belgické letectvo
- Chorvatsko
  - Letectvo Nezávislého státu Chorvatsko
- Italské království
  - Regia Aeronautica
- Itálie
  - Aeronautica Militare
- Maďarské království
  - Maďarské královské letectvo
- Španělský stát
  - Španělské letectvo[5]
- Švédsko
  - Flygvapnet
- Spojené království
  - Royal Air Force (ukořistěné kusy)

## Specifikace

Třípohledový nákres

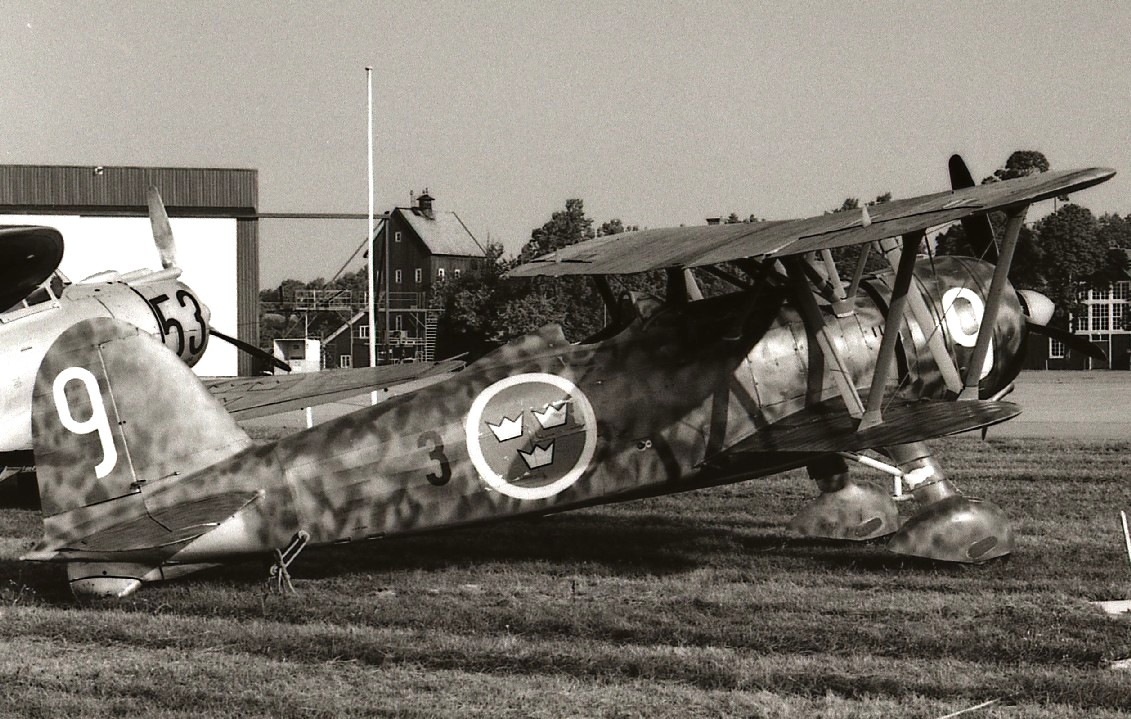
Švédský CR.42 (J 11)

Údaje podle

### Technické údaje
- Osádka: 1 (pilot)
- Rozpětí:
  - Rozpětí horního křídla: 9,70 m
  - Rozpětí dolního křídla: 6,50 m
- Délka: 8,62 m
- Výška: 3,30 m
- Nosná plocha: 22,40 m²
- Prázdná hmotnost: 1 720 kg
- Vzletová hmotnost: 2 295 kg
- Pohonná jednotka: 1 × vzduchem chlazený čtrnáctiválcový hvězdicový motor Fiat A.74 R1C38
- Výkon pohonné jednotky: 840 hp)

### Výkony
- Maximální rychlost: 430 km/h
- Dolet: 775 km (verze Egeo 1 000 km)
- Dostup:
- Výstup do výše 1 000 m: 1 min 25 s
- Výstup do výše 3 000 m: 4 min 15 s
- Výstup do výše 6 000 m: 9 min 10 s

### Výzbroj
- 2 × synchronizovaný kulomet ráže 12,7 mm